# Medium (film 2021)
Medium è un film del 2021 diretto ed interpretato da Massimo Paolucci.

## Trama
Una banda di rapinatori mette a segno un colpo che frutta loro un sacco di soldi. 
Quello che non sanno è che la persona che è stata derubata è in realtà Cagliostro, un uomo collegato alla malavita.

## Distribuzione
Il film è stato distribuito nelle sale cinematografiche italiane a partire dal 14 ottobre 2021.